# Anthony Lagardère
Pour les articles homonymes, voir Lagardère.
Pas d'image ? Cliquez ici

a Compétitions nationales et continentales officielles uniquement.

Dernière mise à jour le 7 juin 2021.
Anthony Lagardère, né le 9 décembre 1980 à Tarbes, est un joueur français de rugby à XV qui évolue aux postes de demi d'ouverture et de centre.

## Biographie
Né à Tarbes, Anthony Lagardère commence la pratique du rugby à XV vers l'âge de 12 ans, à Argelès-Gazost, où il évolue pendant six saisons,.
À partir de 2000, il joue sous les couleurs de l'US Dax.
En 2004, il intègre le FC Auch en Top 16 ; il y remporte en parallèle le Bouclier européen. Relégué en Pro D2, il occupe le rôle régulier de buteur à partir de la saison 2005-2006. À l'issue de la saison 2006-2007, il est sacré champion de France, termine meilleur buteur du championnat puis est élu meilleur joueur de la division dans le cadre de la Nuit du rugby ; alors que son entraîneur Henry Broncan quitte le club, Lagardère choisit aussi de se lancer un nouveau défi sportif.

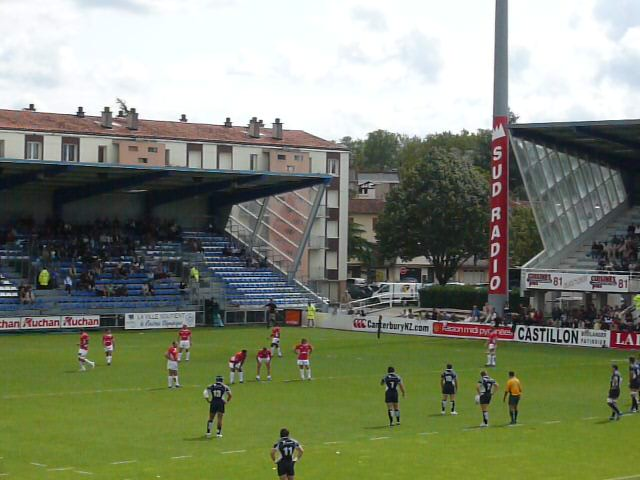
Anthony Lagardère évolue deux ans sous le maillot du Castres olympique, ici en 9 2008 face à son ancienne équipe de l'US Dax (de dos, no 10).

Il s'engage ainsi avec le Castres olympique ; évoluant à nouveau en Top 14, il participe cette fois à la Coupe d'Europe.
Alors qu'il est non pas reconduit dans le Tarn après deux saisons, il s'engage finalement avec son ancien club de l'US Dax.
Non prolongé dans les Landes en 2011, il se dirige vers l'AS Béziers pour une saison.
En 2012, il retourne au FC Auch, évoluant toujours en Pro D2.
En 2016, il s'engage en Fédérale 2 avec l'AS Fleurance, tout en restant sous contrat en tutorat avec le FC Auch. La seconde saison, cette fois directement licencié à Fleurance, il atteint la finale du championnat, s'inclinant contre l'AS Bédarrides Châteauneuf-du-Pape.
Bien que le club de Fleurance ait été promu, Lagardère choisit de quitter le club afin d'évoluer dans une division inférieure ; il retourne ainsi vers la ville d'Auch, cette fois-ci en Fédérale 3 sous le maillot du RC Auch,. En 2021, soit à l'âge de 40 ans, il prolonge à nouveau son contrat, pour une probable dernière saison avant se mettre un terme à sa carrière sportive en 2022 après onze saisons passées à Auch‌.
Déjà reconverti quelques années avant sa retraite sportive en parallèle de ses dernières années auscitaines, Anthony Lagardère exerce dans le milieu de l'informatique.

## Palmarès
- - Vainqueur du Championnat de France de 2e division en 2007 avec le FC Auch
  - Vainqueur du Bouclier européen en 2005 avec le FC Auch[17]

## Distinctions personnelles
- Meilleur buteur du Championnat de France de 2e division en 2007
- Meilleur joueur du Championnat de France de 2e division en 2007, récompensé lors de la Nuit du rugby